# Championnat d'Inde de football 2018-2019
Ne doit pas être confondu avec Indian Super League 2018-2019.
Navigation
Saison précédente Saison suivante
La saison 2018-2019 du championnat d'Inde de football est la 23e édition du championnat national de première division indienne. Les équipes sont regroupées au sein d'une poule unique, où elles rencontrent leurs adversaires deux fois, à domicile et à l'extérieur. À l'issue du championnat, le dernier du classement est relégué et remplacé par le meilleur club de deuxième division. 
Minerva Punjab défend son titre. Alors que Churchill Brothers était relégué, l'AIFF le réintégra en première division. Real Kashmir est promu pour la première en première division.
Chennai City obtient son premier titre de champion d'Inde de son histoire.

## Compétition
Le classement est établi sur le barème de points classique (victoire à 3 points, match nul à 1, défaite à 0).

### Classement
| Rang | Équipe                 | Pts | J  | G  | N | P  | Bp | Bc | Diff |
| ---- | ---------------------- | --- | -- | -- | - | -- | -- | -- | ---- |
| 1    | Chennai City           | 43  | 20 | 13 | 4 | 3  | 48 | 28 | +20  |
| 2    | Kingfisher East Bengal | 42  | 20 | 13 | 3 | 4  | 37 | 20 | +17  |
| 3    | Real Kashmir P         | 37  | 20 | 10 | 7 | 3  | 25 | 14 | +11  |
| 4    | Churchill Brothers     | 34  | 20 | 9  | 7 | 4  | 35 | 23 | +12  |
| 5    | Mohun Bagan            | 29  | 20 | 8  | 5 | 7  | 27 | 28 | -1   |
| 6    | NEROCA                 | 26  | 20 | 7  | 5 | 8  | 27 | 26 | +1   |
| 7    | Aizawl                 | 24  | 20 | 6  | 6 | 8  | 27 | 28 | -1   |
| 8    | Indian Arrows          | 21  | 20 | 6  | 3 | 11 | 19 | 28 | -9   |
| 9    | Minerva Punjab T       | 18  | 20 | 4  | 6 | 10 | 10 | 19 | -9   |
| 10   | Gokulam Kerala         | 17  | 20 | 3  | 8 | 9  | 25 | 33 | -8   |
| 11   | Shillong Lajong        | 11  | 20 | 3  | 2 | 15 | 23 | 56 | -33  |

|  | Qualification pour la Ligue des champions de l'AFC 2020                             |
|  | Qualification pour la Coupe de l'AFC 2020 (Sous condition)                          |
|  | Relégation directe en deuxième division                                             |
|  | T : Tenant du titre C : Vainqueur de la Coupe d'Inde P : Promu de deuxième division |

- Si le champion se qualifie pour la phase de poule de la Ligue des champions de l'AFC 2020, le vice-champion est qualifié pour la Coupe de l'AFC 2020.
- Si le champion ne se qualifie pas pour la phase de poule de la Ligue des champions de l'AFC 2020, il est reversé en Coupe de l'AFC 2020.

## Bilan de la saison
| Championnat d'Inde de football 2018-2019 |                          |
| Champion                                 | Chennai City (1er titre) |
| Qualifications continentales             |                          |
| Ligue des champions de l'AFC 2020        | Minerva Punjab           |
| Coupe de l'AFC 2020                      |                          |
| Promotions et relégations                |                          |
| Promus en I-League                       |                          |
| Relégués en I-League 2e division         | Shillong Lajong          |